# Albatros Airline
Die türkische Albatros Airline (im Außenauftritt verkürzt Albatros) war eine von 1992 bis 1996 existierende Charterfluggesellschaft.
Die Fluggesellschaft nahm im Mai 1992 mit einer Boeing 727-200 ihren Betrieb unter dem Namen Air Albatros auf, um deutsche Touristen in die Türkei zu fliegen. Der Flugbetrieb wurde im Dezember 1992 über den Winter eingestellt. Im März 1993 erfolgte die Wiederaufnahme des Flugbetriebs unter dem neuen Namen Albatros Airline.
Im März 1996 stellte Albatros Airline den Flugbetrieb ein. Die Flotte bestand zu diesem Zeitpunkt aus einer Jakowlew Jak-42, zwei Boeing 737-200 und zwei Boeing 727-200.

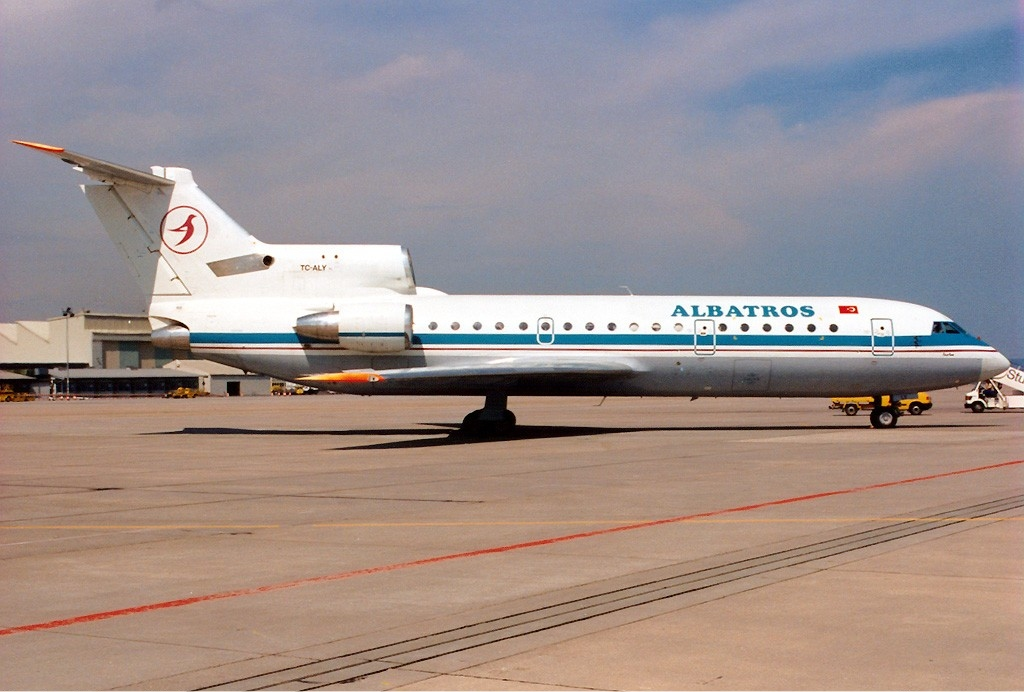
Die Jakowlew Jak-42 der Albatros Airline